# Satrapes subglaber
Satrapes subglaber är en skalbaggsart som beskrevs av G. Müller 1937. Satrapes subglaber ingår i släktet Satrapes och familjen stumpbaggar. Inga underarter finns listade i Catalogue of Life.